# Distretto di Qarqin
Il distretto di Qarqin è un distretto dell'Afghanistan appartenente alla provincia dello Jowzjan. Viene stimata una popolazione di 8 782 abitanti (stima 2016-17).